# Mokrý Háj
Mokrý Háj (Hongaars:Horvátberek) is een Slowaakse gemeente in de regio Trnava, en maakt deel uit van het district Skalica.
Mokrý Háj telt 623 inwoners.